# Китайский благовестник

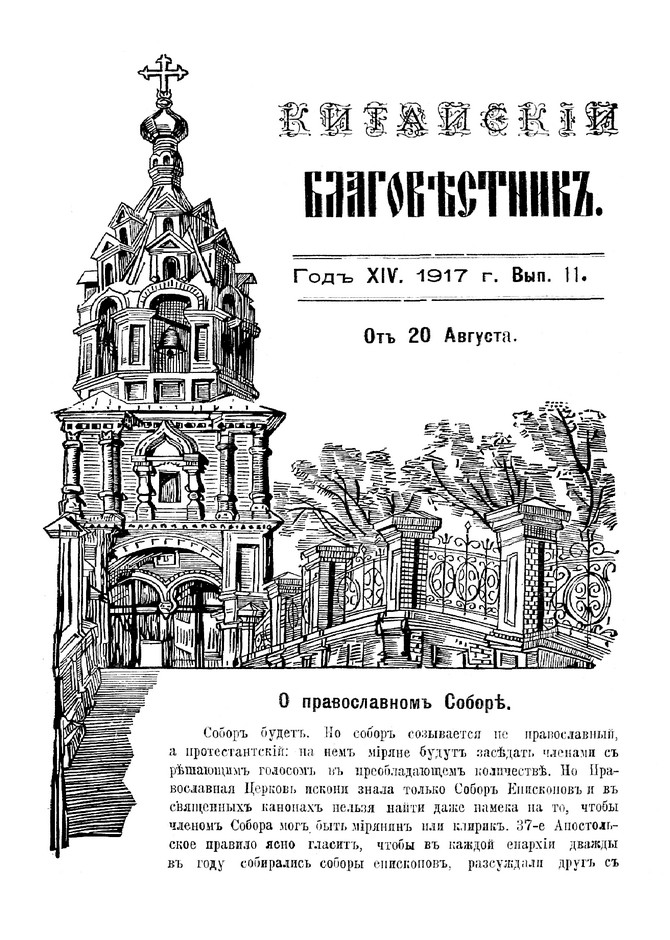

«Кита́йский благове́стник» — официальное издание Русской духовной миссии в Китае, издававшиеся в 1907—1919, 1922—1939, 1946—1951 годы. Издание журнала возрождалось как частная инициатива в 1999—2004 годах.

## История
23 февраля 1904 года в квартире епископа Переславского Иннокентия (Фигуровского) собралось несколько приглашённых им лиц, которые «имели рассуждение о тяжёлом положении раненых воинов и материальных недостатков членов их семейств оставленных без поддержки, решили образовать „Братство православной церкви в Китае“ и комитет при нём для попечения о больных и раненых и нуждающихся воинах и их семейств». Братство приступил к изданию своего журнала «Известия Братства Православной Церкви в Китае», первый номер которого был опубликован 25 марта 1904 года. Журнал печатался в Харбине в первой частной типографии братьев Скоблиных. При братстве работал Комитет «для попечения о больных и раненых и нуждающихся воинах и их семьях».
В октябре 1907 года Святейший Синод по рапорту начальника Российской духовной миссии в Пекине разрешил издавать в Пекине «Китайский благовестник» вместо прежнего названия. Журнал стал издаваться в Успенском монастыре Русской духовной миссии в Пекине, где существовала одна из старейших русских типографий в Китае. Эти изменения произошли в связи с переходом православных церквей, расположенных в Северной Маньчжурии (до линии Куэчаньнцзы-Пограничная), в подчинение Владивостокской епархии. Журнал издавался ежемесячно или каждые 2 месяца, пока существовала РДМ в Китае.
Основными рубриками в журнале были: «Корреспонденция» (письма из различных отделений миссии), «Официальный раздел», «Хроника церковной жизни» (позднее «Из жизни Миссии»). Периодически печатались статьи по истории инославных миссий в Китае, путевые записи миссионеров, заметки о праздновании правосл. праздников в станах миссии.
Основной целью издателей «Благовестника» было составление цельного мнения о Дальнем Востоке, конечно, прежде всего, о Китае, а также о ближайших странах — Корее, Японии и ознакомление живущих здесь русских с окружающей их действительностью для её понимания и более тесного взаимодействия с местными народами. Журнал отличался богатым содержанием, естественно, включая официальную часть — хронику событий в стране, различные документы из МИДа, от Синода, начальника миссии, официальных представителей России в Китае и их переписку в связи с нахождением в пределах другой страны. В нём печатались страноведческие материалы — об императоре, жизни во дворце, браке у китайцев и прочее. Публиковались также дневники русских и иностранных миссионеров, охватывающие большой временной промежуток. Особое место занимает корреспонденция с мест — различные письма, отчёты приходов, общин, миссионерских станов, а также официальные указы начальника миссии — перемещения, награждения, и т. п. В журнале имелась реклама существовавших тогда периодических изданий, как китайских, так и российских.
Издание журнала прекратилось в 1951 году. После этого единственным периодическим православным изданием в Китае оставался шанхайский «Церковный листок», выпуск которого прекратился в 1954 году.
В 1999 году издание было возобновлено: в 1999 году вышли 2 номера, в 2000 году — 1, в 2002 году — 2 и объединённый выпуск за 2003—2004 годы — в 2004 году. В редсовет входили: священник Дионисий Поздняев, священник Пётр Иванов, Александр Ломанов, Мария Козлова. Традиционными рубриками издания помимо официального отдела являлись «Из истории китайского православия», «Христианство и китайская культура»; в журнале печатались статьи по проблемам современной религиозной жизни Китая. Как и в прежнем издании, публиковались богослужебные тексты на китайском языке.

## Редакторы
- Александр Гертович (1904—1907)
- архимандрит Авраамий (Часовников) (1907—1913)
- архимандрит Симон (Виноградов) (1915)
- архимандрит Авраамий (Часовников) (1915—1917)
- епископ Иннокентий (Фигуровский) (1917)
- архимандрит Авраамий (Часовников) (1917—1918)